# 亨達利鐘錶

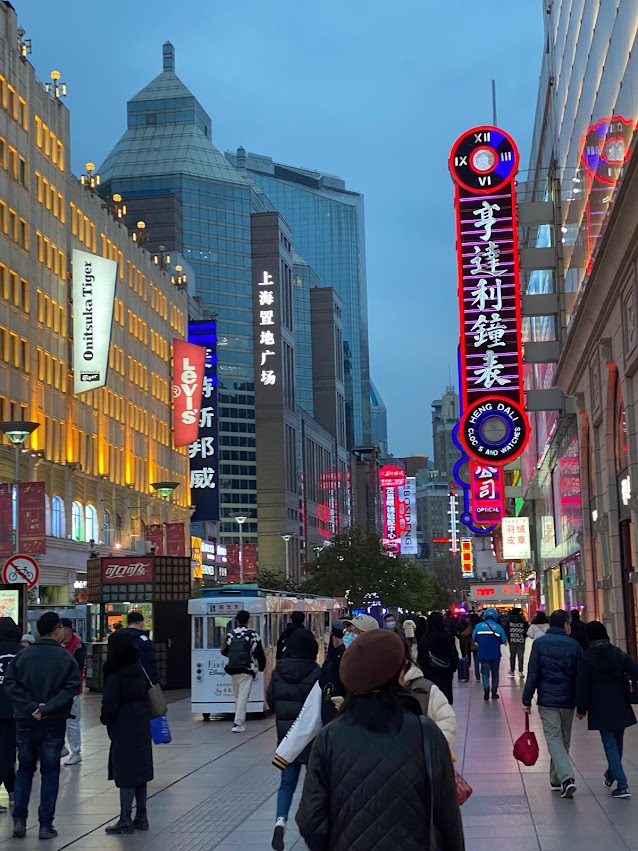
上海置地廣場和亨達利鐘錶

上海三联集团亨达利钟表公司簡稱亨達利鐘錶或亨達利鐘錶行，是中華人民共和國上海市一家鐘錶公司，為百聯集團下屬上海三联（集团）有限公司的子公司。該公司除了銷售鐘錶外還開設名表维修中心。

## 歷史
1864年，法国人（一說德國人）霍普兄弟在洋泾浜三茅阁桥（一說新開河）創辦霍普兄弟公司（Hope Brother & Co.）。該公司為一家综合性商店，同時還販售外國的钟表（另有說法是1860年，瑞士人和法國人在上海創辦Laidrich & Vrard，1906年被霍普兄弟接手）。1891年，公司被禮和洋行收購後搬遷至南京路拋球場並定名為亨達利，意思為亨通、發達、盈利。第一次世界大戰爆發後，霍普兄弟回國，公司由禮和洋行買辦虞芗山接手，並於1917年更名為亨達利鐘錶總公司。同年又被孙梅堂和胡春泉買下，此後搬遷至大馬路並轉型為钟表商店。同時亨达利成為孙梅堂開設的美华利的分行，但保留原名稱繼續經營。
1956年公私合營，公司定名為亨達利鐘錶商店。1964年更名為長城鐘錶店。1984年恢復舊名亨達利。1992年，併入上海三联（集团）有限公司的前身上海三联钟表眼镜照相器材（集团）公司。2006年，亨达利搬遷至位於南京东路340号的华联商厦。